# Morgan Russell
Morgan Russell (ur. 25 stycznia 1886 w Nowym Jorku, zm. 29 maja 1953 w Broomall) – amerykański malarz, jeden z dwóch (obok Stantona Macdonalda-Wrighta) prekursorów synchromizmu.

## Życiorys
Niewiele wiadomo o dzieciństwie Morgana Russella. Był on jedynym dzieckiem architekta Charlesa Jeana Russella i Miner Antoinette Russell. Ojciec zmarł z nieznanych przyczyn w 1895 roku, w trzy lata później wdowa po nim wyszła za Charlesa Otisa Morgana zrywając stosunki zarówno z własną rodziną jak i z rodziną Russellów. Morgan Russell początkowo studiował architekturę. W 1906 roku, dzięki finansowej pomocy Gertrude Vanderbilt Whitney, wyjechał do Francji i Włoch. Po powrocie do Nowego Jorku kształcił się w latach 1906–1908 w Art Students League of New York w zakresie rzeźby (pod kierunkiem Jamesa Earle Frasera oraz rysunku i anatomii (pod kierunkiem George'a Bridgmana; pod koniec 1907 roku studiował również malarstwo pod kierunkiem Roberta Henriego. W 1907 roku namalował swój pierwszy obraz. Podczas drugiej podróży do Paryża w 1908 roku spotkał się z Gertrude Vanderbilt Whitney i Leo Steinem oraz z kręgiem ich znajomych, do których należeli między innymi Guillaume Apollinaire, Henri Matisse, Pablo Picasso i Auguste Rodin. Wiosną 1909 roku osiedlił się w Paryżu; we Francji mieszkał, z niewielkimi przerwami, aż do 1946 roku. W latach 1909–1910 studiował pod kierunkiem Matisse'a. Od Gertrude Vanderbilt Whitney otrzymywał do końca 1915 roku miesięczne stypendium. Studiował oglądane w muzeach dzieła sztuki; był pod szczególnym wrażeniem obejrzanej w Luwrze rzeźby Umierający jeniec Michała Anioła. Począwszy od roku 1910 do 1930 Russell regularnie wystawiał swoje prace w najważniejszych salonach Paryża, w tym Salonie Niezależnych, Salonie Jesiennym i w Salon des Tuileries.
W 1911 roku na zajęciach z teorii koloru prowadzonych przez Ernesta Percyvala Tudora-Harta poznał Stantona Macdonalda-Wrighta. Spotkanie to wywarło ogromny wpływ na Russella i jego dalszą karierę artystyczną. Ich współpraca i wzajemna konstruktywna krytyka okazały się bardzo owocne. Obaj interesowali się przede wszystkim abstrakcyjnym wykorzystaniem koloru. Wspólnie wypracowali założenia abstrakcyjnego stylu, nazwanego przez nich synchromizmem, opartym na założeniu, że kolor można zaaranżować jak muzykę.
W 1913 roku Russell zadebiutował (razem z Macdonaldem-Wrightem) na wystawach synchromistycznych w Monachium i w Paryżu. W maju 1923 roku miał kompleksową wystawę indywidualną (60 obrazów) w prestiżowej, paryskiej Galerie La Licorne. W styczniu 1925 roku zaprezentował swoje najnowsze prace na wystawie indywidualnej w paryskiej Galerie Marguerite Henri, zorganizowanej przez wpływowego krytyka Louisa Vauxcellesa. W Stanach Zjednoczonych uczestniczył w historycznej wystawie Armory Show w 1913 roku, natomiast w 1914 roku zadebiutował wspólnie z Macdonaldem-Wrightem na poświęconej im obu wystawie w nowojorskiej Carroll Galleries. W marcu 1916 Russell wziął udział w historycznym Forum Exhibition of Modern American Painters w Anderson Galleries. W sierpniu 1920 roku w studiu Edouarda Antonina Vysekala w Los Angeles pokazał synchromistyczne obrazy wspólnie z Macdonaldem-Wrightem, Thomasem Hartem Bentonem, Prestonem Dickensonem i innymi. W 1923 roku brał udział w pierwszej wystawie grupy niezależnych artystów z Los Angeles. W latach 1931–1932 przebywał w Kalifornii prowadząc działalność pedagogiczną, wygłaszając odczyty i organizując wystawy w San Francisco i Los Angeles. W 1946 roku powrócił do Stanów Zjednoczonych. W 1947 roku przeszedł na katolicyzm. W latach następnych zajął się tradycyjnym malarstwem religijnym. W 1950 roku wspólnie z Macdonaldem-Wrightem i Patrickiem Henrym Bruce'em wziął udział w wystawie malarstwa synchromistycznego i abstrakcyjnego w nowojorskiej Rose Fried Gallery. Ponadto jego obraz Synchromy in Orange: To Form z 1914 roku znalazł się na wystawie Abstract Painting and Sculpture in America, zorganizowanej w 1952 roku przez Museum of Modern Art. Russell zmarł na udar mózgu. W listopadzie 1953 roku został pośmiertnie uhonorowany pamiątkową wystawą w Rose Fried Gallery.

## Twórczość

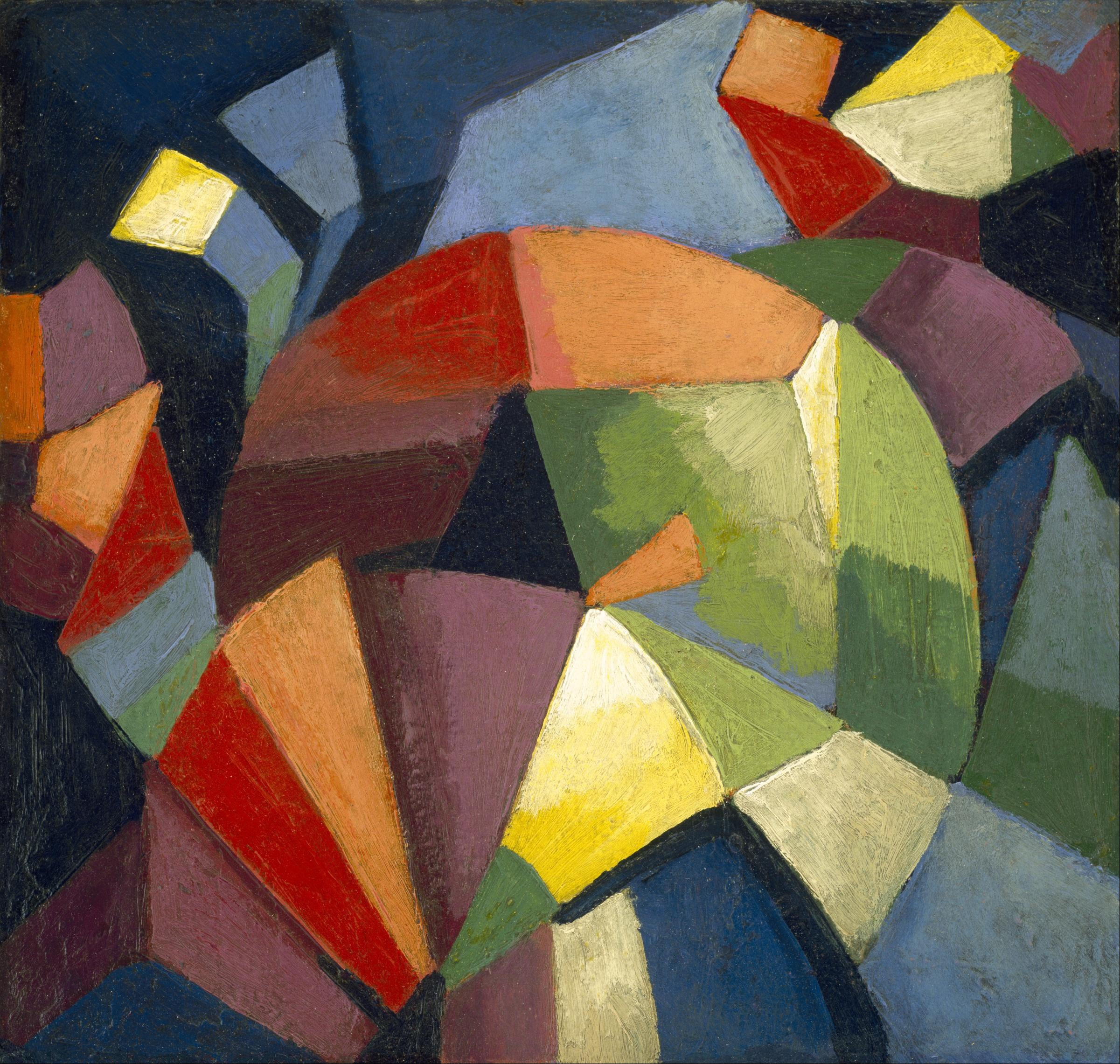
Synchromia, 1913, Museum of Fine Arts, Houston

Morgan Russell jest uważany za jednego z pionierów rozwoju sztuki abstrakcyjnej i teorii koloru. Artysta był pod wrażeniem twórczości Gauguina, Matisse'a oraz Michała Anioła. Z kubizmu Picassa zaczerpnął złamanie fizycznej formy. Najważniejszymi czynnikami determinującymi kompozycję były dla niego kolor i forma. W 1913 roku razem z Macdonaldem-Wrightem zapoczątkował synchromizm. Do jego podstawowych elementów należało użycie samego koloru w celu określenia formy i przestrzeni oraz zestawienie kolorów ciepłych, które wydają się postępować naprzód i chłodnych, które ustępują z pola widzenia. Jako filozofia artystyczna synchromizm miał wiele wspólnego z rozwijanym przez Roberta Delaunaya orfizmem, w którym również ciężar przekazu spoczywał na formie i kolorze. Pierwsza synchromistyczna praca Russella, Synchromy in Green (1913), została wystawiona w Salonie Niezależnych w 1913 roku. W tym samym roku synchromiści mieli wystawę w Monachium, a następnie w paryskiej Galerie Bernheim-Jeune. W marcu 1914 ich prace zostały zaprezentowane w nowojorskiej Carroll Gallery, rozmijając się z gustami publiczności, która oczekiwała martwych natur, pejzaży i portretów. Wychodząc naprzeciw tym oczekiwaniom Russell namalował kilka martwych natur; ujawniły one jego teorie kolorów wykazując zarazem wpływ Cezanne'a. Po okresie ulegania gustom publiczności Russell w 1922 roku powrócił do swoich synchromistycznych zainteresowań i rozpoczął malowanie serii obrazów, zatytułowanej Eidos. Zainteresował się również związkiem między kolorem a światłem eksperymentując ze specjalnie w tym celu skonstruowanym urządzeniem. Malarstwo stało się dla niego swego rodzaju wyimaginowaną wizją świetlnego pokazu. Choć synchromizm był ruchem krótkotrwałym, odegrał ważną rolę w rozwoju amerykańskiego modernizmu, a w jego ramach – sztuki abstrakcyjnej.